# Skálafjall (berg i Island, Västlandet)
Skálafjall är ett berg i republiken Island. Det ligger i regionen Västlandet, 130 km norr om huvudstaden Reykjavík. Toppen på Skálafjall är 606 meter över havet.
Trakten runt Skálafjall är nära nog obefolkad, med mindre än två invånare per kvadratkilometer. Närmaste större samhälle är Búðardalur, omkring 19 kilometer söder om Skálafjall. Trakten runt Skálafjall består i huvudsak av gräsmarker.